# Nina Romashkova
Nina Apollonovna Romashkova-Ponomaryova (Sverdlovsk, 27 de abril de 1929 — 19 de agosto de 2016) foi uma atleta soviética especializada no lançamento de disco e a primeira campeã olímpica da ex-União Soviética.
Nina começou a praticar o atletismo em 1947, quando entrou para a faculdade de Educação Física do Instituto Pedagógico de Stavropol. Seu primeiro torneio foi disputado em 1948, aos 19 anos, no campeonato do Krai de Stavropol, onde lançou o disco a 30,53 m, recorde da província. Com apenas três anos de treinamento, ele se tornou uma das principais atletas soviéticas, ficando em terceiro lugar no campeonato nacional de 1949. Neste ano, um experiente técnico, Dimitri Markov, começou a treiná-la e sob suas orientações, ela se tornou hexacampeã soviética entre 1951 e 1956, e depois em 1958 e 1959.

## Jogos Olímpicos
Em 1952, ela integrou a equipe olímpica da União Soviética, que participava dos Jogos Olímpicos - então realizados em Helsinque, na Finlândia - pela primeira vez na história. O recorde olímpico do lançamento do disco (47,63 m) existia desde Berlim 1936, onde foi estabelecido pela alemã Gisela Mauermayer.
Vinte atletas de dezessete países participaram da competição. Nas eliminatórias, onde a marca de 36 m era a necessária para a qualificação, ela lançou o disco a 45,05 m. Na final, após o primeiro lançamento, ela estava em segundo lugar, com a marca de 45,16 m, atrás da compatriota e xará Nina Dumbadze (45,85 m). Na segunda tentativa, porém, ela fez um lançamento espetacular de 50,84 m, mais de três metros superior ao então recorde olímpico de Mauermayer, marca que suplantou novamente no terceiro lançamento, com 51,42 m, que lhe deu a medalha de ouro e o novo recorde olímpico, quase cinco metros maior que o anterior.
Pouco menos de um mês depois de Helsinque 1952, em Odessa, na Ucrânia, em 9 de agosto de 1952, ela estabeleceu novo recorde mundial para o lançamento do disco feminino, atingindo 53,61 m. Em 1954, ela conquistou o título do Campeonato Europeu de Atletismo. Em 1955, conseguiu a melhor marca da carreira, com um lançamento de 56,62 m.
Em Melbourne 1956, Nina ficou com a medalha de bronze na prova, atrás de Olga Fikotova da Tchecoslováquia e da compatriota Irina Beglyakova. Em Roma 1960, porém, voltou a estabelecer sua supremacia no disco. Numa final de alto nível técnico, que contou com ela, a então campeã olímpica Fikotova (Melbourne 1956) e duas futuras campeãs do disco, a compatriota, então campeã europeia e multimedalista Tamara Press, ouro em Tóquio 1964 e a romena Lia Manoliu, ouro na Cidade do México 1968, ela derrotou as adversárias conquistando o bicampeonato olímpico com um lançamento de 55,10 m, novo recorde olímpico.
Depois de uma participação discreta em Tóquio 64, aos 35 anos em seus quartos Jogos, onde ficou em 11º lugar, ela encerrou a carreira e passou a trabalhar como técnica de atletismo em Kiev e Moscou. Sua cidade natal, Sverdlovsk, assim chamada entre 1927 e 1991 em homenagem ao líder comunista Yakov Sverdlov, após o fim da União Soviética voltou a chamar-se Yekaterimburgo.

## Citação
| “ | Только ощутив в руке тяжелый золотой кружок, я осознала, что произошло. Ведь я первая советская олимпийская чемпионка, первая рекордсменка XV Олимпиады... Слезы щипали глаза. Как я была счастлива!.. Só depois que tive aquele pesado círculo dourado em minhas mãos eu entendi o que aconteceu...Eu era a primeira campeã olímpica soviética, a primeira recordista da 15ª Olimpíada...Lágrimas saíam dos meus olhos, como eu estava feliz! | ” |